# 旺場駅
旺場駅（ワンジャンえき）は朝鮮民主主義人民共和国咸鏡南道金野郡に位置する朝鮮民主主義人民共和国鉄道省平羅線の駅である。

## 歴史
- 1919年12月15日：開業[1]。

## 隣の駅
平羅線
范浦駅 - 旺場駅 - 文峰駅